# 馬來田静秋
馬來田 静秋（まきた せいしゅう、1903年 - 1986年）は、日本の詩人。主に1920年代後半から1930年代にかけて活動した。本名は善充。

## 来歴
福井県福井市に生まれる。1947年に多田裕計、高田惣七らとともに『北陸生活』を創刊し、ベルトラメリ能子、西条皎、方等みゆき、瀬尾砂朶男、佐藤一英らが参加した詩誌『詩魔』にも参加した。
友人の舘高重の早世に対し「秋海棠にも似たひと」という随想を残した。
本業としては第8代の福井市収入役を務めた。
馬來田は晩年、タウン誌『フェニックス』誌上に「緑蔭荘歴程」として同時代の詩人の動向を細かく回顧した 。

## 作品
※作品が掲載された雑誌順。特記以外は詩。
- 「蘆原旅情」 - 『耕人』[6]第2巻第9号、内野健兒、1923年9月1日
- 「杉津素描」 - 同上第2巻第11号、1923年11月1日

- 「影にすむ影」 - 『處女林』第1集第2号、處女林詩社、1925年4月1日
- 「ゐんもるてる咲く頃」 - 同上第1集第4号、1925年7月25日
- 「夢を忌む」 - 同上第2集第1号、1926年1月1日

- 「曙覧と善包」 - 『朱實』創刊号、曙覧研究会、1925年11月1日

- 「晴れ冬陽の展望」 - 『群集人間』第2集第8号、群集人間社、1926年2月15日
- 「竹」 - 同上第2集第11号、1926年6月1日
- 「六月情緒詩」 - 同上第2集第12号、1926年7月15日

- 「鬱情の春」 - 『點心』第一輯、點心詩社、1926年5月15日
- 「或る兵營地帯に芽生ゆるもの」 - 同上第二輯、1926年6月6日
- 「闇に裂かるる閃光」「縁蔭の倚子」 - 同上第三輯、1926年7月15日
- 「雨に濡れた風景」 - 同上第四輯、1926年8月10日
- 「夏・ありあけ後」 - 同上第五輯、1926年8月10日

- 「秋の音を聴く」 - 『生誕』第十七輯、生誕社、1927年1月1日[7]

- 「冬の呼吸」 - 『犀』第九輯、至言社、1927年4月1日

- 「詩壇倦怠」 - 『文藝の國』ミスマル社、1927年6月1日

- 「秋」 - 『A CORNER SHOP』第二輯、詩人倶楽部、1927年12月31日

- 「詩雑感」 - 『一九二八年』第3巻第3号、りとむす藝術社、1928年5月5日

- 「雲」「『戦争と平和』に寄す」 - 『瓦版』第一輯、笠松一夫、1928年5月20日
- 「海」 - 同上第三輯、1928年9月15日

- 「人生」 - 『大洋文學』創刊号、近代書房、1928年10月1日

- 「或る・・な行進曲」『風が帆綱にわびしくうたふよ』第十二集、風が帆綱にわびしくうたふよ社、1930年5月23日

- 「碧」「病めるものへの言葉」 - 『創世記』創刊号、創世記編輯部、1931年2月25日
- 「豫言」 - 同上第三号、1931年7月20日

- 「失脚せる左翼理論家」 - 『新詩學』創刊号、日本詩学協会、1931年5月10日

- 「生きてゐた舘」 - 『詩話会』舘高重追悼号、あしはら詩話会、1931年6月10日

- 「衣裳をつけた小馬」 - 『CORNER』第四集、コーナー社、1931年8月

- 「びゆうてい・すぱつと」「焦點のない帝都」 - 『朱人』第2号、朱人社、1932年3月20日
- 「雷獨語」（批評）、「春詩」 - 同上第3号、1932年4月25日
- 「雑信」 - 同上第4号、1932年6月15日
- 「時間的推理を形態する秋の詩篇」「日記脱洩抄」 - 同上第6号、1933年4月1日
- 「横山に贈るる言葉」（批評） - 同上第9号、1933年10月10日
- 「風・他一篇」 - 同上第10号、1933年11月20日
- 「爲政者」「和田君のことども」 - 同上第11号、1934年1月1日
- 「月の出」「残雪に供へる日記」 - 同上第12号、1934年6月25日
- 「世を嗤ひえざる人形の唄」 - 同上第14号、1935年6月15日
- 「冬日」「如月の譜」 - 同上第15号、1936年3月20日
- 「捨壹月感傷圖語」 - 同上第16号、1936年12月10日
- 「秋の騒音を聴く他六篇」 - 『朱人詩抄』1934年1月25日[要文献特定詳細情報]

- 「本年の回顧」（回顧） - 『朱蘭』第1巻第3号、朱人社、1934年12月1日

- 「獨言」 - 『紀』第三冊、紀・発行所、1939年4月5日
- 「餘春八句」 - 同上第六冊、1940年6月15日

- 「日本の吹雪」 - 『振子』第1号、振子社、1951年2月25日
- 「渋谷の秋」 - 同上第3号、1951年12月15日